# John Geddes (kolarz)
John Reuben Geddes (ur. 13 sierpnia 1936 w Liverpoolu) – brytyjski kolarz torowy i szosowy, brązowy medalista olimpijski oraz brązowy medalista torowych mistrzostw świata.

## Kariera
Największe sukcesy w karierze John Geddes osiągał w 1956 roku, kiedy zdobył dwa medale na międzynarodowych imprezach. Najpierw wywalczył brązowy medal w indywidualnym wyścigu na dochodzenie amatorów podczas mistrzostw świata w Kopenhadze. W zawodach tych wyprzedzili go jedynie dwaj Włosi: Ercole Baldini i Leandro Faggin. W tym samym roku wystartował na igrzyskach olimpijskich w Melbourne, gdzie wspólnie z Donem Burgessem, Michaelem Gambrillem i Tomem Simpsonem zdobył brązowy medal w drużynowym wyścigu na dochodzenie. Geddes startował również w wyścigach szosowych, wygrał między innymi francuski Circuit des Ardennes w 1962 roku, a trzy lata wcześniej był drugi w klasyfikacji generalnej brytyjskiego Milk Race.